# Kepler-10 b
Kepler-10 b (KOI-72.01) est une planète extrasolaire (exoplanète) confirmée en orbite autour de l'étoile Kepler-10, une naine jaune très semblable au Soleil située à une distance de 186,5 ± 0,8 pc (∼608 al) du Système solaire, dans la constellation du Dragon.
Elle a été découverte par la méthode des transits avec le télescope spatial Kepler.
Il s'agit d'une super-Terre d'environ 3,3 à 5,7 M⊕ et 1,4 R⊕ tournant autour de son étoile parente à 0,017 UA en à peine 20 h.

## Étoile

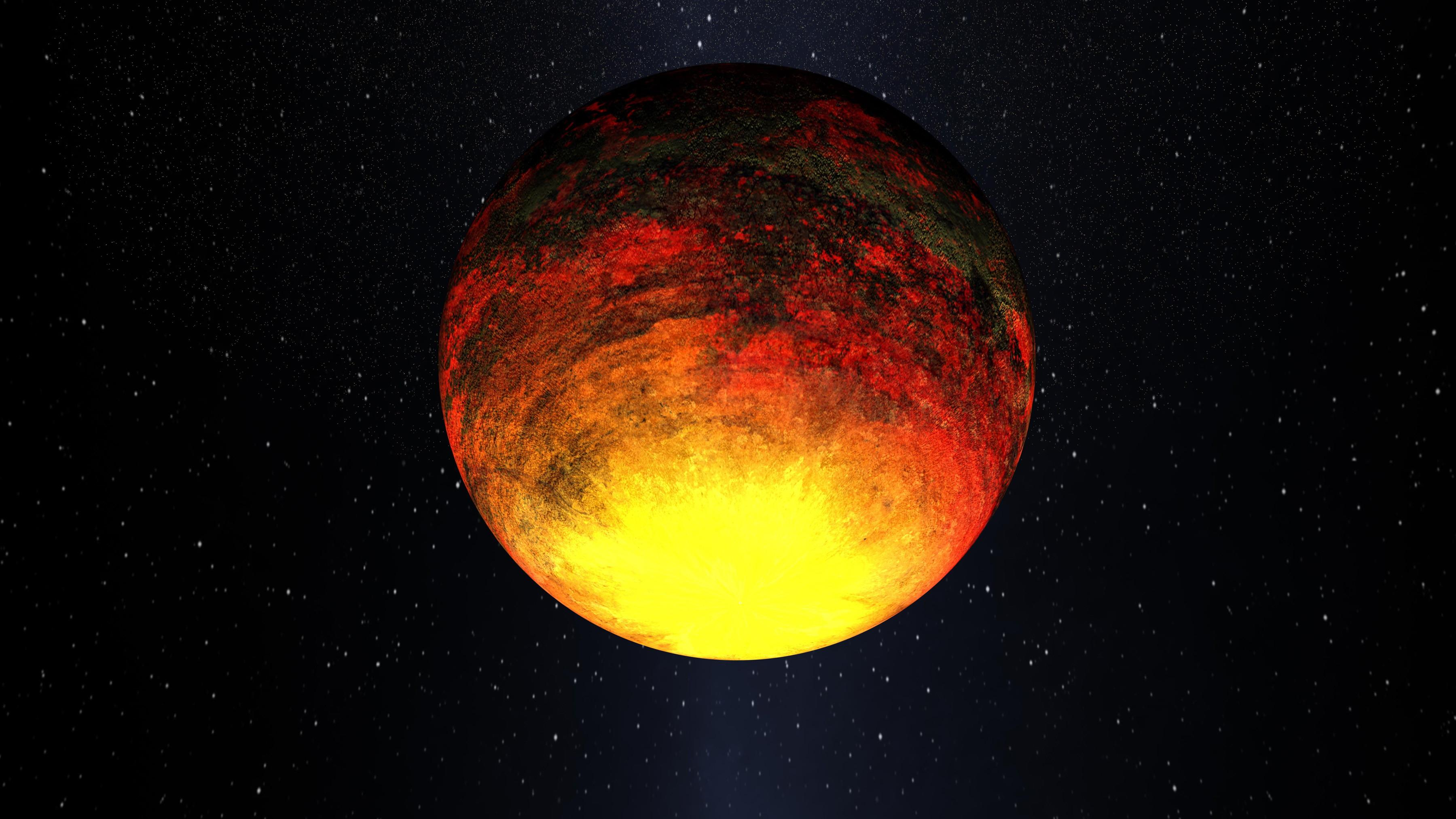
Vue d'artiste de Kepler-10 b.

L'étoile autour de laquelle l'exoplanète est en rotation, Kepler-10, est la première à être identifiée comme apte à accueillir une petite planète en transit, ce qui place l'étoile parmi les prioritaires de la liste établie pour les observations à partir du télescope de 10 mètres de l’observatoire W. M. Keck de Hawaï. Kepler-10 est située à 560 années-lumière du Système solaire et a une taille proche de celle du Soleil. L'étoile serait âgée de 11,9 milliards d'années.

Deux exoplanètes ont été détectées par transits autour de cette étoile :
| Planète                          | Masse (M⊕)   | Rayon (R⊕) | Demi-grand axe (UA) | Période orbitale (j) | Masse volumique (g/cm3) |
| -------------------------------- | ------------ | ---------- | ------------------- | -------------------- | ----------------------- |
|                                  |              |            |                     |                      |                         |
| Kepler-10 b                      | ~ 4,56       | ~ 1,416    | ~ 0,01684           | 0,837495             | ~ 8,8                   |
| Kepler-10 c                      | 17,2 +/- 1,9 | ~ 2,227    | ~ 0,2407            | 45,29485             | 7,1 +/- 1,0             |
|                                  |              |            |                     |                      |                         |
| Système planétaire de Kepler-10. |              |            |                     |                      |                         |

## Caractéristiques
Kepler-10 b serait une planète tellurique avec un diamètre 1,4 fois plus grand que celui de la Terre et une masse environ 4,6 fois supérieure à celle de notre planète.
La période orbitale de la planète s'accomplissant en 0,84 jour, on calcule que Kepler-10 b est plus de vingt fois plus proche de son étoile que Mercure du Soleil, et est donc bien trop proche de l'étoile pour être dans sa zone habitable.
Kepler-10 b partage beaucoup de points communs avec CoRoT-7 b et 55 Cancri e : elle tourne en moins d'une journée autour d'une étoile de type solaire et est constituée de roches et de métaux. Toutes trois contrastent avec les planètes GJ 1214 b, Kepler-11 d, e et f, riches en eau et en gaz et beaucoup moins irradiées.
À la distance à laquelle Kepler-10 b se trouve de son étoile, les forces de marées de l'étoile sont assez fortes pour l'empêcher de tourner sur elle-même. Il est probable que cette planète ne montre qu'une seule de ses faces à son étoile, tout comme la Lune ne montre qu'une seule de ses faces à la Terre. La température sur le point faisant face à l'étoile pourrait atteindre plus de 1 300 °C. Ses découvreurs pensaient que Kepler-10 b serait recouverte de lave, complètement dépourvue d'atmosphère et accompagnée d'une queue de poussières rocheuses arrachées de la surface par la chaleur. La détection du transit secondaire de la planète (le moment où elle passe derrière l'étoile) permit de mesurer l'albédo de Kepler-10 b. En renvoyant plus de 60 % de la lumière dans l'espace, cet astre est aussi réfléchissant que les nuages de Vénus ou la glace d'Encelade. En raison de la situation extrême de Kepler-10 b, elle ne peut être recouverte ni de brume photochimique comme Vénus, ni de glace comme Encelade, mais plutôt de nuages de gros grains de silicates.